# Celtic League Cup
Der Celtic League Cup ist ein Eishockeyturnier, an dem Mannschaften aus Schottland und Irland teilnehmen. 

## Titelträger
| Saison | Sieger      |
| 2009   | Fife Flyers |
| 2010   | Fife Flyers |